# 지속식물상태
지속식물상태(持續植物狀態, 영어: persistent vegetative state) 또는 식물인간상태(植物人間狀態, 영어: vegetative state)는 사고나 질병에 의해 대뇌피질에 손상을 입어 마치 식물처럼 아무런 움직임도 할 수 없고 의식도 없는 상태로 뇌간에 의해 호흡이나 소화 기능 만을 하는 사람의 상태, 그 사람을 식물인간(植物人間)이라고 부른다.
그러나 누군가의 지속적인 도움과 간병이 없으면 보통 수일 내로, 길어야 2주 이내에 사망한다. 증상이 심하지 않은 경우 식물인간 상태에서 깨어나 정상적인 생활로 돌아가는 일이 종종 있으며, 많지는 않으나 심각한 손상을 입은 식물인간이 기적적으로 완전히 또는 일시적으로 일부 기능이 회복되는 일도 가끔 일어난다. 식물인간의 재활을 위해 여러 방법이 시도되고 있으며 효과가 보이는 방법도 있으나 근본적인 치료법은 현재까지 개발된 것이 없다.
사람들은 흔히 식물인간과 뇌사(필수적인 생명 활동조차 못 하는 상태)를 혼동하는 경우가 많은데, 적어도 뇌의 일부분은 살아있다는 점에서 뇌사와는 구별된다. 식물인간의 원인은 다양한데 보통 뇌경색, 뇌출혈, 뇌졸중과 같은 뇌혈관질환일 수 있고 또 저산소성 뇌손상도 식물인간의 원인이다.

## 같이 보기
- 무뇌증
- 뇌사
- 보틀리눔 중독
- 긴장증